# Zalesice (województwo mazowieckie)
Zalesice – wieś w Polsce położona w województwie mazowieckim, w powiecie radomskim, w gminie Wierzbica. Ma status sołectwa.
Były wsią klasztoru cystersów wąchockich w województwie sandomierskim w ostatniej ćwierci XVI wieku. Do 1954 roku istniała gmina Zalesice. W latach 1975–1998 miejscowość należała administracyjnie do województwa radomskiego.
Miejscowość posiada drużynę piłkarską LZS Zalesice, która bierze udział w rozgrywkach 2. grupy radomskiej B-klasy. W sezonie 2006/2007 zespół ten zajął ósme miejsce. W 2007 roku reaktywowano działalność OSP. Prezesem został Aleksander Piskorz. W miejscowości znajduje się przedszkole, szkoła podstawowa oraz kaplica pw. Brata Rafała Kalinowskiego.
Wierni Kościoła rzymskokatolickiego należą do parafii św. Judy Tadeusza w Dąbrówce Warszawskiej.